# Birsteinius perlongus
Birsteinius perlongus är en kvalsterart som beskrevs av Krivolutsky 1965. Birsteinius perlongus ingår i släktet Birsteinius och familjen Liacaridae. Inga underarter finns listade.